# NGC 118
NGC 118 este o galaxie posibil spirală situată în constelația Balena. A fost descoperită în 23 septembrie 1867 de către Truman Henry Safford și se află la aproximativ 502 de milioane de ani-lumină de Calea Lactee.